# Neobythites multistriatus
Espèce
Neobythites multistriatus est une espèce de poissons ophidiiformes de la famille des donzelles.

## Distribution
Cette espèce marine bathydémersal se rencontre dans le sud-ouest de l'océan Indien, au large des îles de La Réunion et de Rodrigues, ainsi qu'en mer d'Arabie. Elle est présente entre 300 et 580 m de profondeur.

## Description
Elle mesure jusqu'à 178 mm.

## Étymologie
Son nom spécifique, du latin multi, « plusieurs » et striatus, « rayures », lui a été donné en référence à ses nombreuses rayures transversales.

## Publication originale
- Nielsen & Quéro, 1991 : Quelques Ophidiiformes de l'Ile de la Réunion : description d'une espèce nouvelle. Cybium, vol. 15, n. 3, p. 193-198 (texte intégral).